# Srokowo
Srokowo (przed II wojną światową Dryfort, niem. Drengfurth) – wieś w Polsce, położona w województwie warmińsko-mazurskim, w powiecie kętrzyńskim, w gminie Srokowo, na Mazurach. Siedziba gminy Srokowo. Dawniej miasto; uzyskało lokację miejską w 1405 roku, zdegradowane w 1945 roku. W latach 1975–1998 miejscowość położona była w województwie olsztyńskim.
Przez Srokowo biegnie droga wojewódzka nr 650 oraz przepływa rzeka Omet. Za miastem znajduje się duże wzniesienie moreny czołowej – Diabla Góra (157 m n.p.m.). Jest to dogodny punkt widokowy. Na terenie gminy znajdują się dwa rezerwaty przyrody: Kałeckie Błota i Bajory przy granicy gminy położony jest Rezerwat Siedmiu Wysp.

## Toponimia
Miejscowość nazwę Srokowo uzyskało w listopadzie 1946 r. dla upamiętnienia Stanisława Srokowskiego (1872–1950) – geografa, autora licznych prac naukowych na temat Prus Wschodnich. W latach 1945–1950 był przewodniczącym Państwowej Komisji Ustalania Nazw Miejscowości, zajmującej się nazewnictwem na ziemiach zachodnich.

## Historia

Akt oddania się stanów pruskich królowi Polski Kazimierzowi IV Jagiellończykowi i Koronie Królestwa Polskiego, 1454, Archiwum Główne Akt Dawnych

Pierwsza wzmianka o miejscowości pochodzi z 1397 r. a prawa miejskie nadał jej 4 lipca 1405 roku wielki mistrz krzyżacki Konrad V von Jungingen. Zasadźcami miasta na prawie chełmińskim byli dwaj bracia Seyfart i Piotr Wolfowie. Srokowo lokowane było obok już istniejącej wsi na 114 włókach, z czego 4 włóki przeznaczone były na uposażenie kościoła. Parafia przed reformacją należała do archiprezbiteratu w Sępopolu. Miasto wybudowane zostało według określonego planu. Kościół farny ulokowany został w północno-zachodniej części miasta. Srokowo nie posiadało murów miejskich, a otoczone było fosami i wałami ziemnymi z palisadą drewnianą. Do miasta prowadziły trzy bramy: Nordenborska, Węgoborska i Rastemborska.

Herb Dryfortu

Miasto w czasie wojny trzynastoletniej 19 czerwca 1454 złożyło hołd komisarzowi króla Kazimierza Jagiellończyka w Królewcu. Od połowy XVI wieku Polacy posiadali w mieście oddzielną gminę kościelną i oddzielny kościół, który istniał do połowy XVIII wieku. Pomiędzy 1569 a 1900 siedemnastu srokowskich proboszczów było z pochodzenia Polakami. W Srokowie już w 1592 r. była szkoła parafialna, księgi kościelne w tym okresie były prowadzone w języku polskim. Srokowo zostało zniszczone w 1657 r. przez Tatarów w ramach polskich represji nad elektorem za pomoc udzieloną Szwedom.
W roku 1877 hrabina Anna Lehndorff ze Sztynortu założyła w Srokowie dom dziecka. Pod koniec XIX w. były w nim 54 dziewczęta. Dziećmi opiekowały się ewangelickie diakonisy.

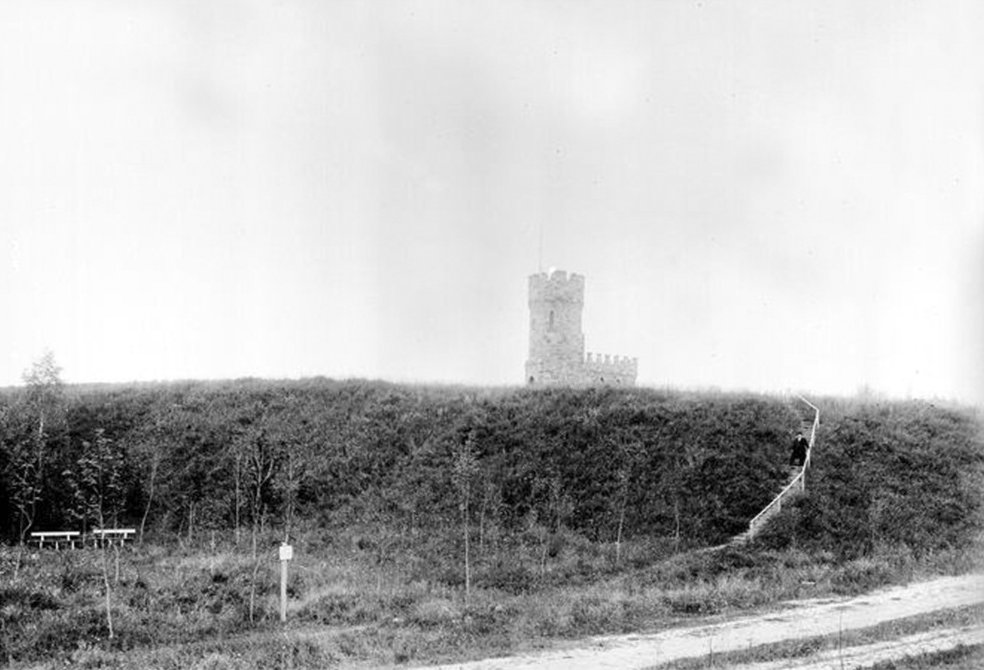
Dryfort na pocz. XX w.

Srokowo uległo zniszczeniu w czasie ostatnich dwóch wojen. W czasie I wojny światowej zniszczone zostały podcieniowe kamieniczki przy rynku. Miasto nie rozwijało się, w 1939 zamieszkiwało je 2280 osób. Odbudowana miejscowość uległa ponownemu zniszczeniu w 1945 r., podczas zajmowania przez Armię Czerwoną. Miasto utraciło 60% zabudowy.
Po II wojnie światowej 1 września 1945 rozpoczęła się nauka w szkole powszechnej zorganizowanej przez Zofię Folejewską.

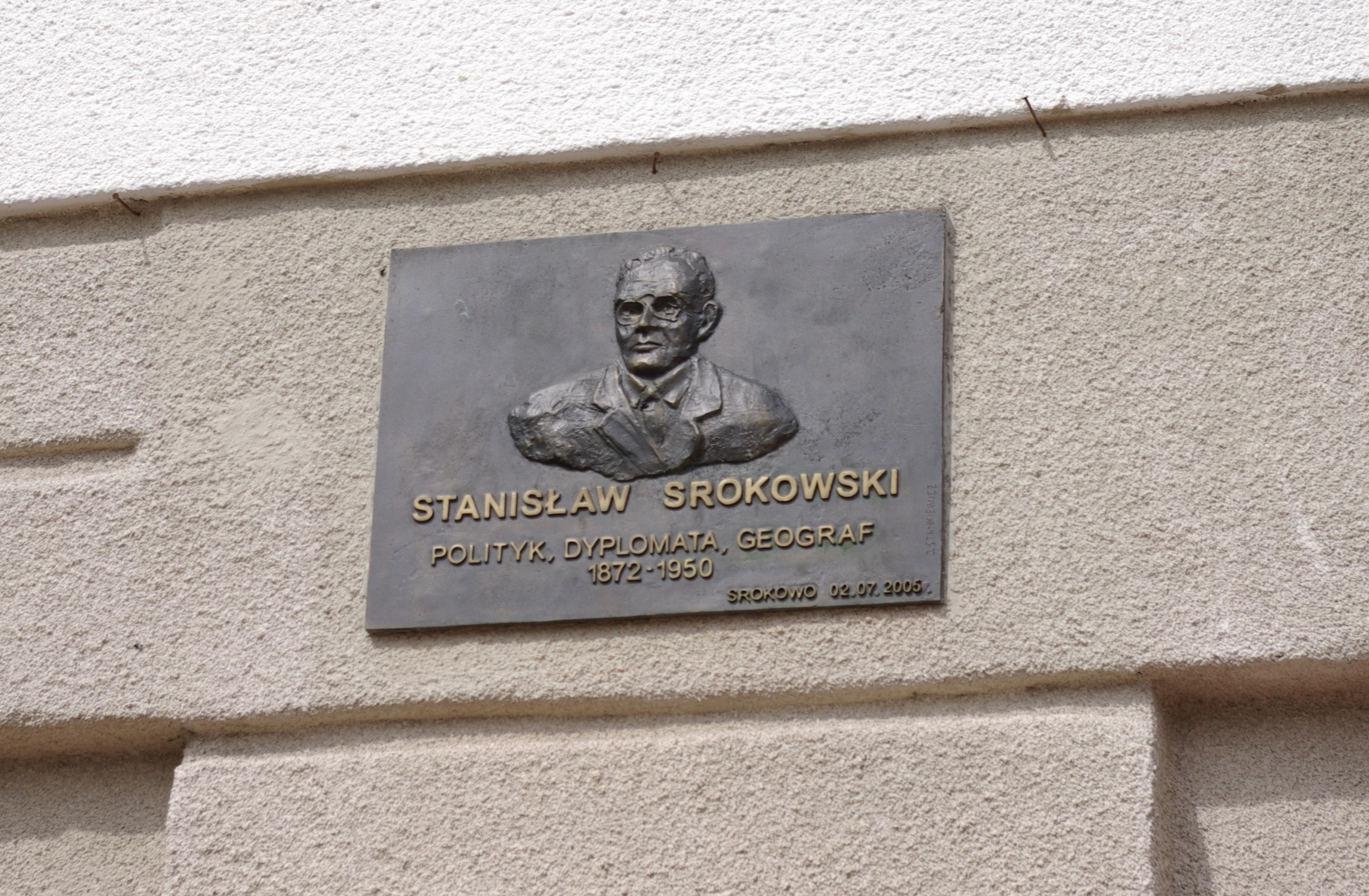
Tablica upamiętniająca Stanisława Srokowskiego na ścianie ratusza

W 1946 miejscowość została włączona do nowo powstałego województwa olsztyńskiego na terenie powojennej Polski i została zakwalifikowana, ze względu na zniszczenia i niewielkie rozmiary, do rzędu wsi. Niemieckojęzyczna ludność miasta została wysiedlona do Niemiec. Historyczną nazwę Dryfort zastąpiono nazwą Srokowo, upamiętniając w ten sposób Stanisława Srokowskiego (1872–1950) – geografa, autora licznych prac naukowych na temat Prus Wschodnich. W latach 1945–1950 był przewodniczącym Państwowej Komisji Ustalania Nazw Miejscowości, zajmującej się nazewnictwem na ziemiach zachodnich.
W ostatnim okresie funkcjonowania PGR w Srokowie była siedziba wielozakładowego przedsiębiorstwa o nazwie Państwowe Przedsiębiorstwo Gospodarki Rolnej w Srokowie. W skład PPGR Srokowo wchodziły następujące zakłady role: Brzeźnica, Pniewo Solanka, Srokowski Dwór, Stawiska i Tarławki. Srokowo jest siedzibą gminy i Nadleśnictwa Srokowo.

## Zabytki

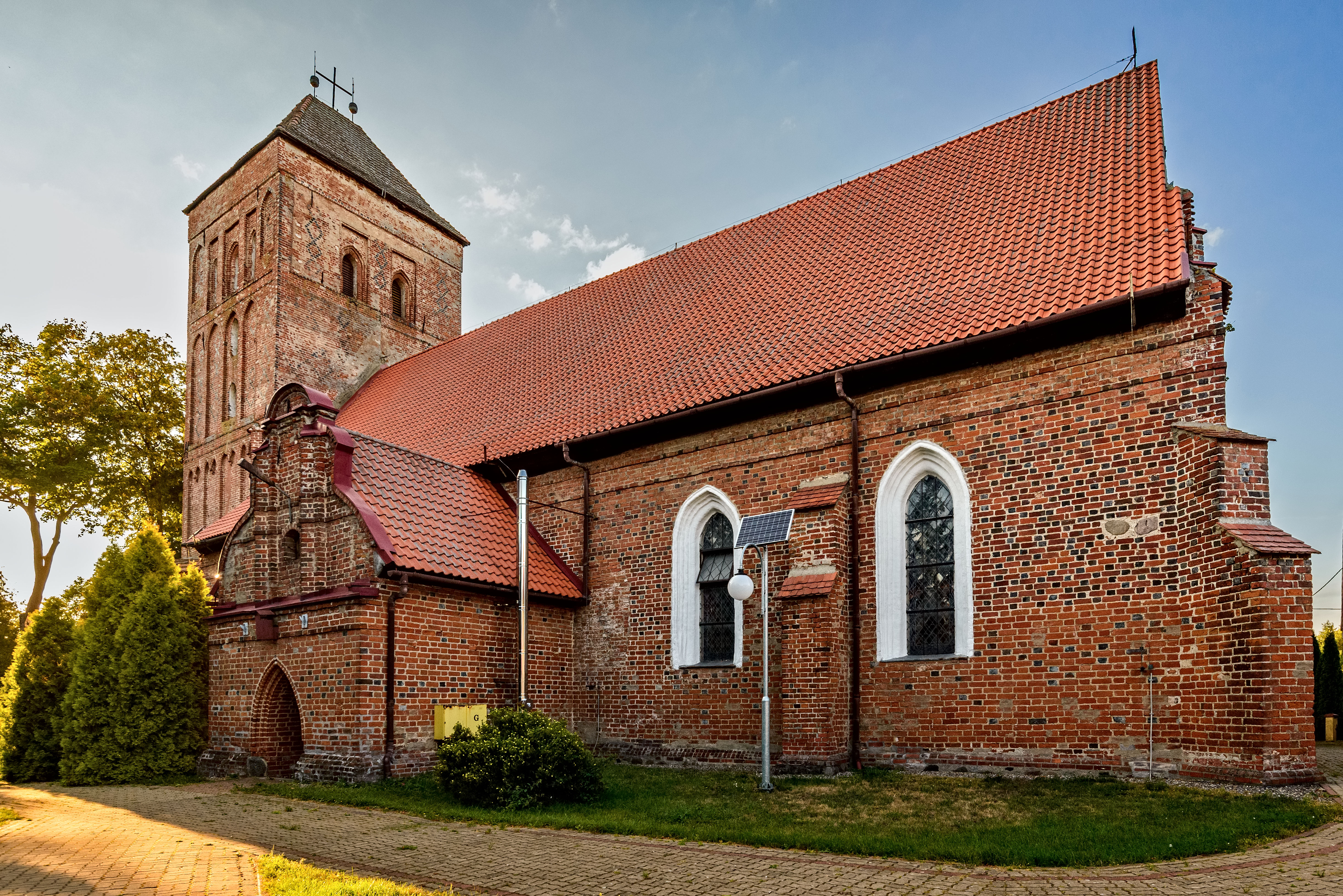
Kościół Świętego Krzyża

- Kościół Świętego Krzyża w Srokowie wzniesiony w 1409 r. Kościół poddawany był restauracjom w latach 1577, 1653 i 1708-1709. Kościół jest świątynią jednonawową z wieżą od zachodu na rzucie kwadratu. Biskup warmiński Łukasz Watzenrode 30 października 1489 r. ustanowił tu wikariat. Ołtarz główny w kościele z 1824 r. wykonał Wilhelm Biereichel z Reszla. Ozdobą ołtarza jest drewniana figurka Pięknej Madonny z pierwszych lat XV w. Organy w 1769 r. wykonał Jan Preuss z Królewca. W Srokowie obok kościoła farnego w 1450 r. wybudowano kościół polski, który rozebrano w 1725 r. Kościół jest siedzibą parafii św. Krzyża.

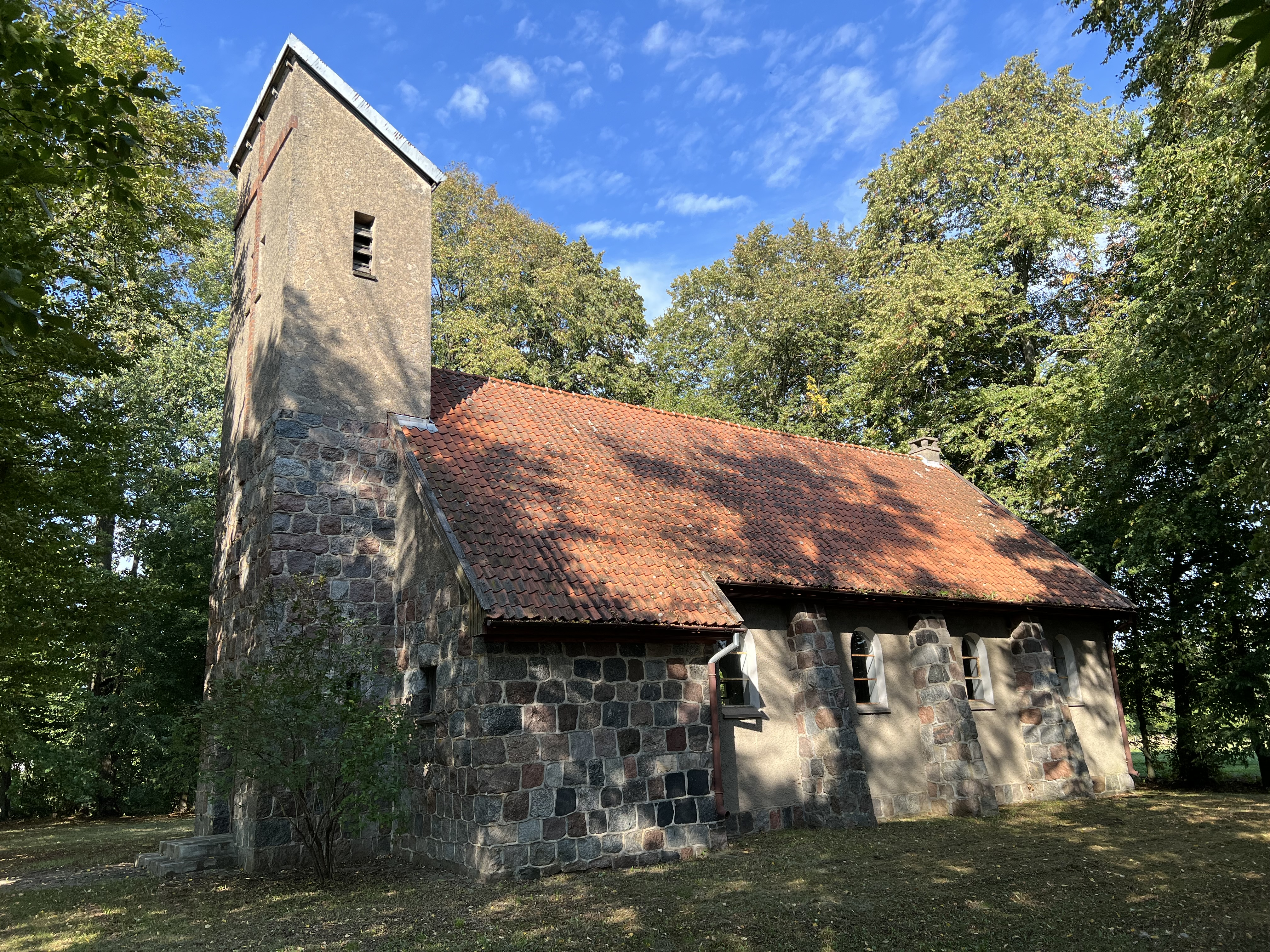
Kościół ewangelicki

- Kościół ewangelicki. Katolicy w Srokowie w 1937 r. wybudowali kaplicę. Wspomniana kaplica to świątynia jednonawowa z wieżą dzwonną od zachodu. Budynek kościelny jest orientowany i wybudowany z głazów granitowych. Wieża kościelna do wysokości kalenicy wykonana jest także z granitu, a wyżej z cegły. Kaplica w swoim stylu nawiązuje do architektury romańskiej, łącznie ze sklepieniem pseudokolebkowym wnętrza. Kościół zlokalizowany jest na południowym obrzeżu Srokowa przy ul. Łąkowej. W pobliżu kościoła znajduje się dawny cmentarz katolicki. W 1945 kościół ten służył katolikom, a później gdy zmieniła się struktura wyznaniowa ludności protestanci zamienili się z katolikami na świątynie. Kościół przy ul. Łąkowej jest kościołem filialnym Parafii Ewangelicko-Augsburskiej w Kętrzynie.

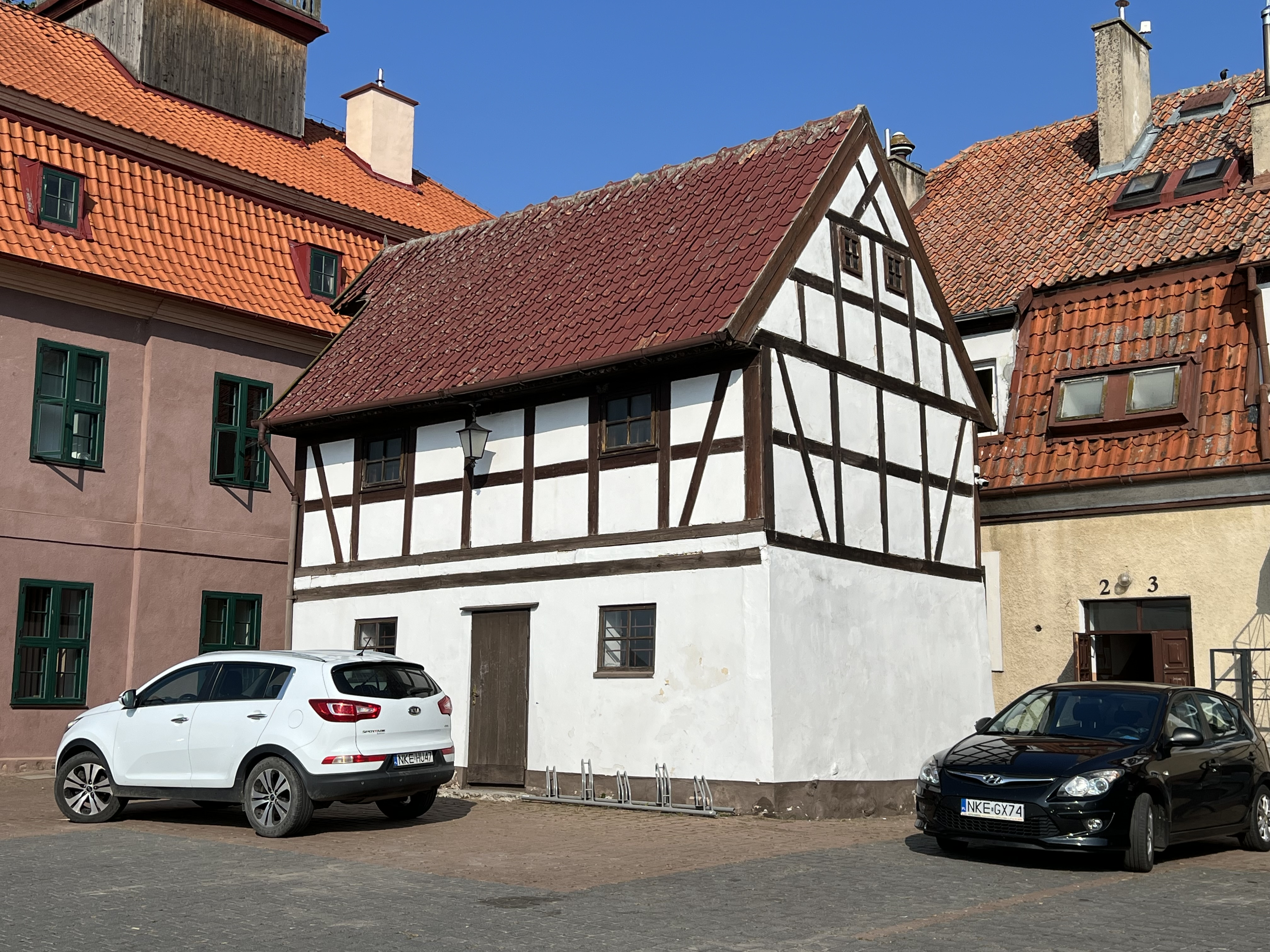
Spichlerz

- Urząd Gminy w Srokowie wybudowany został z fundacji Jana Zygmunta w latach 1608–1611. Obecny budynek wybudowano w latach 1772–1775 według projektu Fettera. Wieżyczka wykonana została w 1817 r. Na budynku znajduje się kartusz z herbem Jana Zygmunta. Obok ratusza zachował się XVIII-wieczny spichlerz z muru pruskiego.
- Spichlerz murowano-ryglowy z drugiej połowy XVIII w. obok Urzędu Gminy
- Kamieniczki z XIX w. w rynku i przyległych ulicach: Chopina, Barciańskiej, Wileńskiej.
- Wieża Bismarcka

## Demografia
Liczba mieszkańców: w roku 1885 – 1693 osoby, w 1910 – 2182, w 1933 – 2233, w 1939 – 2293.

## Ludzie związani ze Srokowem
- Czesław Urbanik – polski teoretyk sportu, biomechanik i trener, ur. w Srokowie
- Cyryl Klimowicz – katolicki biskup diecezji w Irkucku był absolwentem Szkoły Podstawowej w Srokowie z roku 1968.